# Stelis xiphizusa
Stelis xiphizusa là một loài thực vật có hoa trong họ Lan. Loài này được (Rchb.f. & Warsz.) Pridgeon & M.W.Chase mô tả khoa học đầu tiên năm 2001.